# 奥兹拉耶
奥兹拉耶（法語：Ozerailles，法語發音：[ozʁaj]）是法国默尔特-摩泽尔省的一个市镇，属于布里埃区。

## 地理
奥兹拉耶（49°13'51"N, 5°50'27"E）面积6.32 平方千米，位于法国大東部大區默尔特-摩泽尔省，该省份为法国东北部内陆省份，是洛林的一部分，北邻比利时、卢森堡，北起顺时针与摩泽尔省、下莱茵省、孚日省和默兹省接壤。
与奥兹拉耶接壤的市镇（或旧市镇、城区）包括：阿贝维尔莱孔夫朗、莱巴罗什、弗莱维尔-利克西耶尔、吕贝、蒂姆雷维尔。

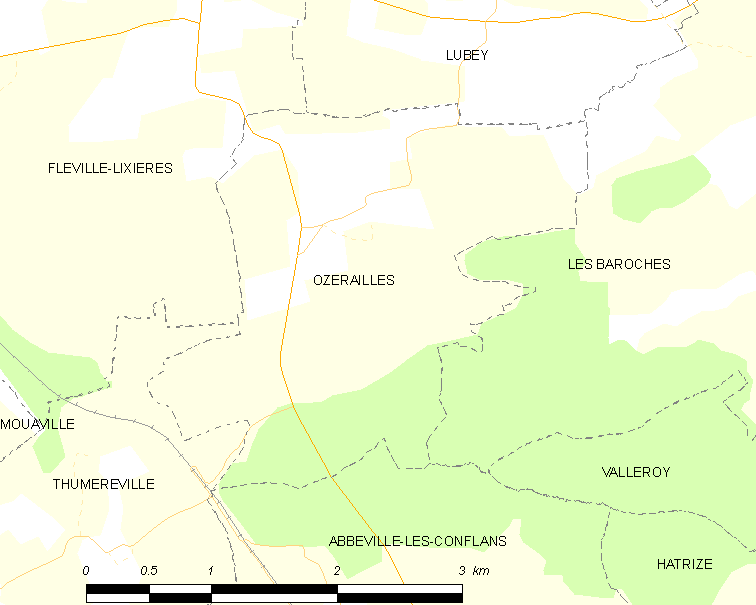
奥兹拉耶的OSM定位图

奥兹拉耶的时区为UTC+01:00、UTC+02:00（夏令时）。

## 行政
奥兹拉耶的邮政编码为54150，INSEE市镇编码为54413。

## 政治
奥兹拉耶所属的省级选区为布里埃地区县。

## 人口

1962-2008年间奥兹拉耶人口变化图示

奥兹拉耶于2022年1月1日时的人口数量为147人。